# 保線

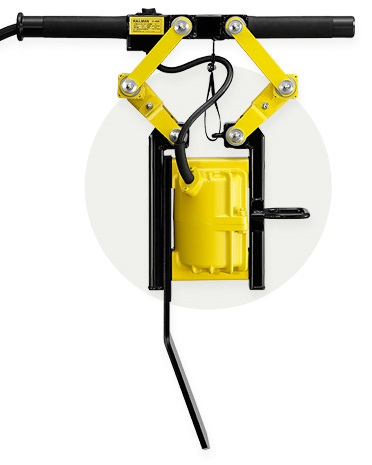
保線用工具の代表例
（タイタンパー）

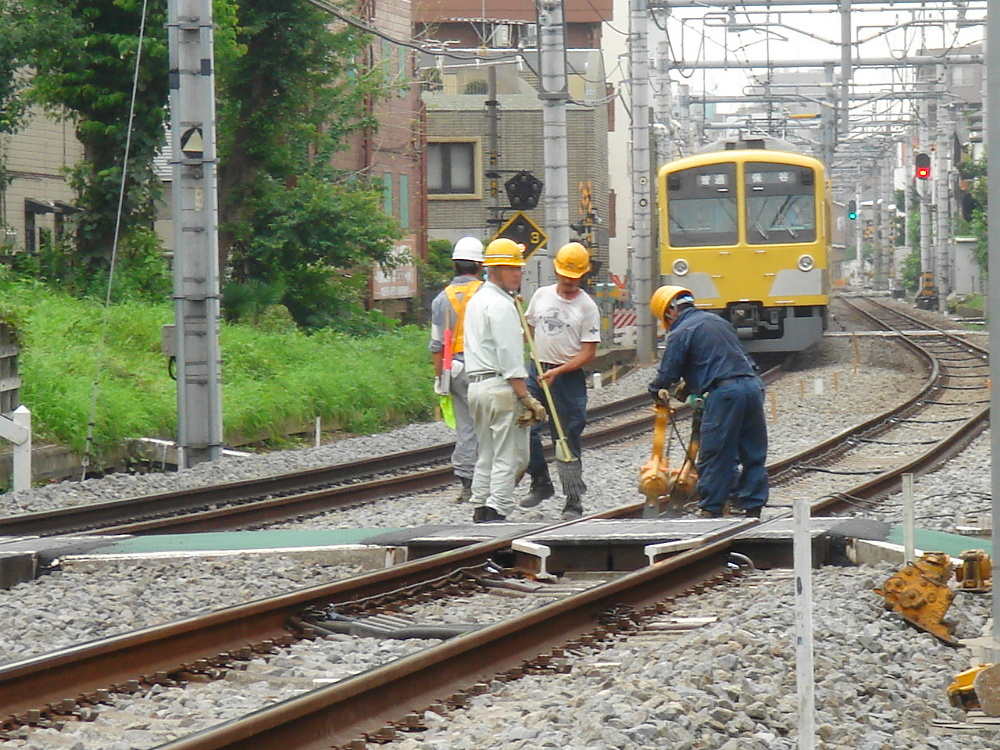
列車運行中の保線作業

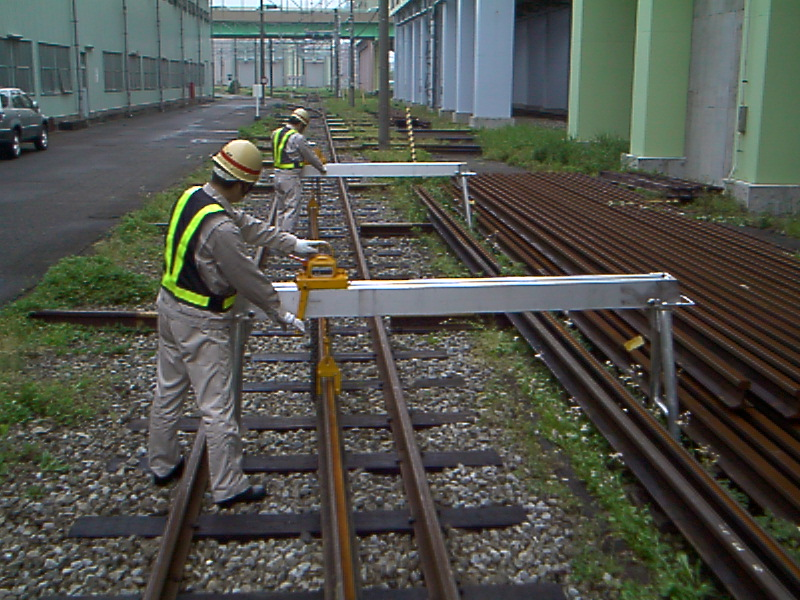
レール山越器を用いた交換用レールの移動作業

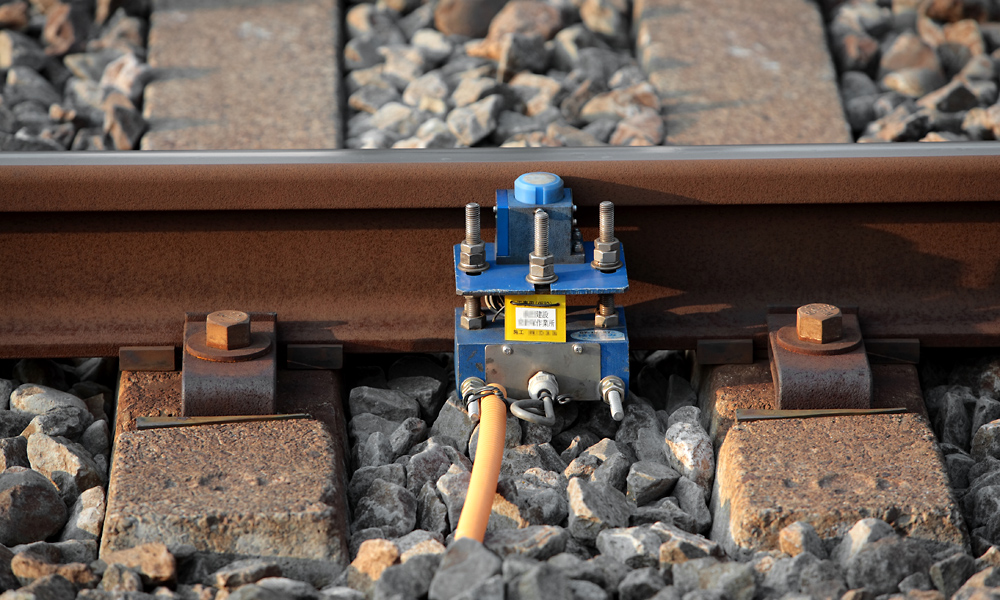
レールスイッチ
車輪が通過すると警報が始動し、見張員のバックアップを果たす。
特に見通しの悪い箇所での作業やダイヤ乱れに効果を発揮する。

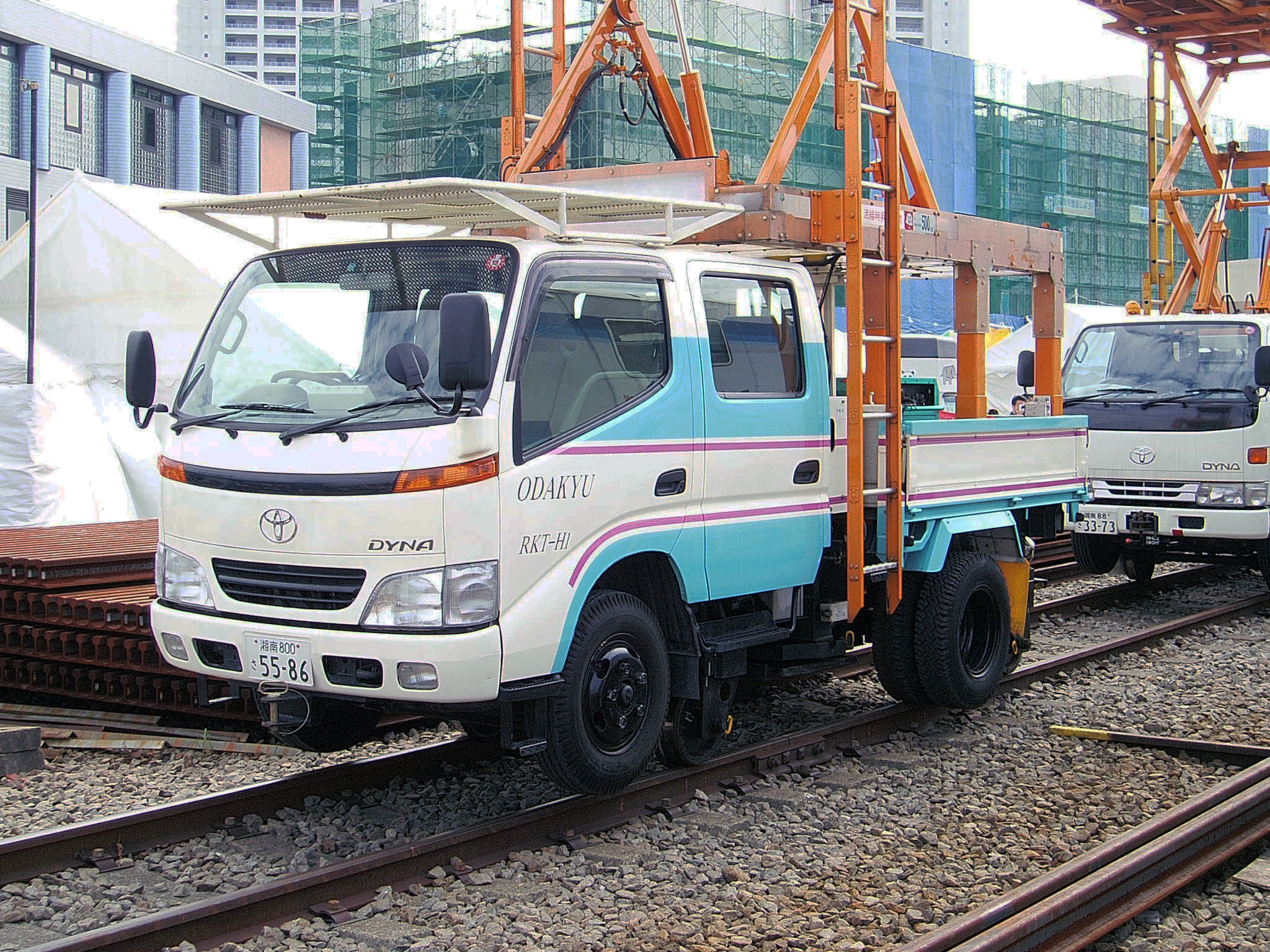
架線点検用の軌陸車
（小田急電鉄）

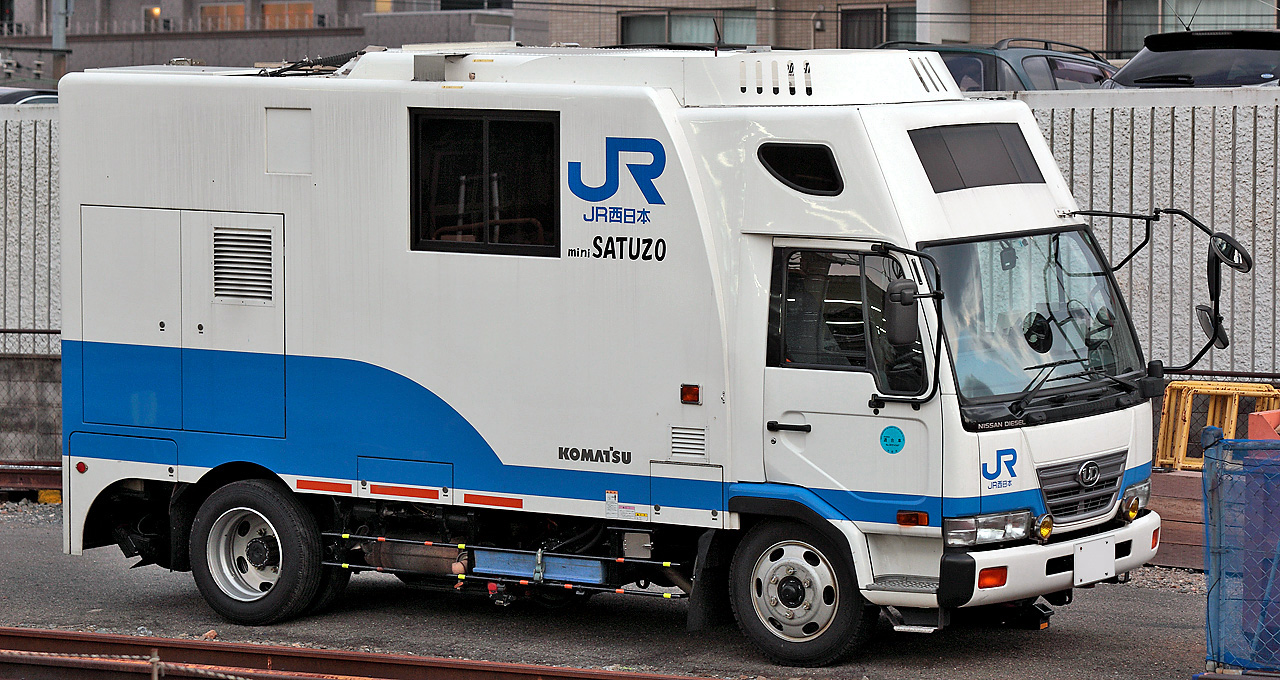
トンネル内壁の検査を自動化した、レーザー式トンネル履工表面検査システム搭載車
(JR西日本 mini SATUZO)

保線（ほせん）とは、鉄道や軌道の線路の保守を行うことをいう。
鉄道（軌道も含む）の線路は、重量のある列車が走行するうちに軌道の変位・レールの摩耗が生じる。これを放置しておくと乗り心地や走行安定が悪くなり、さらに進行すると脱線の原因になるため、定期的に保守を行い、規定の状態を維持することで安全性を保つ。この一連の流れを保線という。なお、保線作業に用いる資材や車両を留置させておく基地を「保線基地」・「保守基地」「基地線」などという。

## 作業内容
試験車（東日本旅客鉄道（JR東日本）のEast iなど）による計測データや、線路を歩いて見て検査点検し、不良箇所の判断判定を行って修繕計画を立てて、材料等を購入運搬し、修繕作業を行う。主な作業は、軌道の変位（軌間・通り・高低・水準・平面性等）の修正・レールの交換・バラスト（砂利）の入れ替え、踏切の修繕、枕木の交換、犬釘・ボルト・絶縁材などの交換などがあげられる。
広義には、直接の軌道設備以外にも、信号設備や架線など電車線路（電路）関係・トンネル壁面・橋梁の保守まで含まれる。
保線は重労働が多いが、以前と比較するとかなり機械化されてきている。
軌道の高低を直す作業（むら直し）を例に挙げると、かつてはビーター（ツルハシの片方が平べったく、先が扇状になっている物）を用いて、枕木の周囲のバラストを掻き出した後、ビーターで枕木の下にバラストを詰め込むことで整正していた。今では電動式のタイタンパーの振動でバラストを枕木の下に詰め込むことで整正している。工事区間が長い場合は、大型重機にタイタンパーを取り付けた特殊車両や、マルチプルタイタンパーが出動する。ただしこれらを使用する際は保守用車・軌陸車の使用手続と、その操縦者、場合によっては誘導員も手配する必要があるなど手間がかかるため、基本的にはタイタンパーを使用する例が多い。
レール交換など大規模な保線作業開始前には線路閉鎖などの手続を取る。このため輸送指令などに保線作業実施についての報告・連絡などを行う線路閉鎖責任者が必要である。また線路閉鎖の手続をしないで列車を運行しながら保線作業を実施する場合もあり、この場合は列車見張員を配置し、作業員の安全を確保している。列車見張員はダイヤ確認と目視による現物確認を基本とするが、補助的に列車接近警報装置を使う場合もある。また、カーブなどで見通しが悪く作業現場から接近する列車の目視確認が困難な場合は、中継の見張員を配置して、列車接近時に安全な待避余裕距離を確保することが求められている。
待避不良による運転支障事故や触車事故防止のため、列車が作業現場を通過する5分前もしくは列車接近時には、列車見張員の笛の吹鳴と警告喚呼により作業員は一斉に作業をやめ、安全地帯（建築限界外）に待避する。その際に線路内に作業道具など列車の運行に支障するものが残っていないか確認を行う。待避が完了すると見張員は旗を掲げる、もしくは旗を振り（夜間の場合は照明を使用）、作業員は片手を水平（会社によっては斜め上）に伸ばしながら列車を注視する（列車を確認し、待避が完了していることを運転士に知らせるため）。通過する列車は、見張員の待避完了の合図を確認した時点で、警笛を一声吹鳴する。列車の編成が完全に通過し、安全であることを確認した後、作業に戻る（見張員の動作等は各鉄道会社により取扱が違う）。
ちなみに列車見張員の資格は社内資格であるが、社内での試験内容等の扱いは会社によって異なる。しかし、請負業者社員等が列車見張員の資格を取る場合は日本鉄道施設協会による受講等を受けて合格をしなければならない。
大規模な作業の場合は線路閉鎖を行う関係から、終電から初電の深夜・未明に行う場合がほとんどであるが、路線によっては（並行する他社私鉄路線やバスによる振替輸送が可能な場合）「リフレッシュ工事」などと称して、朝ラッシュ終了後から夕刻時の日中に列車を運休して保線作業を行う場合がある。
またJR西日本においては年に数回、「保線運休」と称して、保線作業のため日中運休とする路線も存在する。
2013年9月19日に函館本線・大沼駅で発生した貨物列車の脱線事故では、現場の軌間が拡大していたほか、北海道管内で不適切な保線（軌道の軌間変位を放置など）の事例が多数発覚した。

## 機器
- タイタンパ（RAILMAN® 短絡防止内蔵　タイタンパ・IT-450E　ST-200B））
- マルチプルタイタンパー（マルタイ・MTT）
- 軌陸車
- レール運搬トロッコ
- バラスト運搬トロッコ（ホッパ車）
- モーターカー（軌道モータカー）
- レール削正車
- 軌道自転車
- 穴掘り車
- 架線敷設車
- 除草剤散布車
- レール山越器

## 保線機器メーカー
- 国内メーカー
  - RAILMAN® 株式会社石田製作所
  - 有限会社シンコーメタル
  - 東光産業株式会社
  - 保線機器整備株式会社
- 国外メーカー
  - Plasser & Theurer
  - MATISA
  - SPENO
  - LINSINGER
  - KIROW

## 保線関係法規類
- 鉄道営業法
- 鉄道事業法
- 鉄道事業法施行規則
- 踏切道改良促進法
- 踏切道改良促進施行法
- 普通鉄道構造規則
- 鉄道運転規則
- 鉄道に関する技術上の基準を定める省令